# Iguape

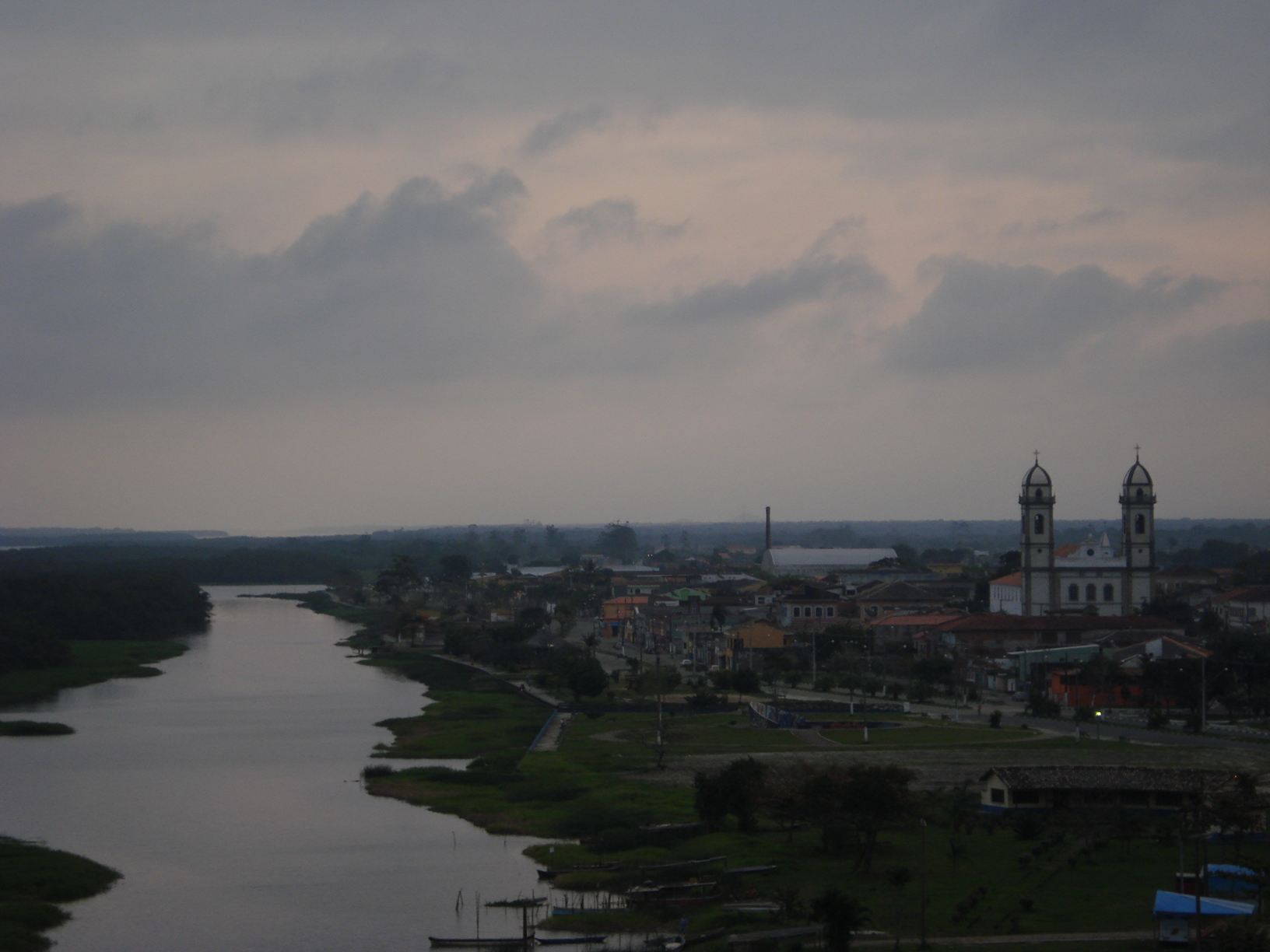
Vista panorámica de Iguape

Iguape es un municipio brasileño del estado de São Paulo. Ocupa un área de 1,985.4 km² y está a una altitud de 3 metros. Su población, en 2004, era de 28.367 habitantes. El nombre de la ciudad proviene del idioma tupí y significa "en la ensenada del río".